# Mesylgruppe

Mesylgruppe (blau markiert) in einem Methansulfonsäureester mit einer kovalenten Bindung zum Organyloxy-Rest OR (R = Alkyl-, Aryl-Rest etc.)

Mesylatgruppe (blau markiert) in einem Methansulfonsäureester mit einer kovalenten Bindung zum Organyl-Rest R (Alkyl-, Aryl-Rest etc.)

Als Mesylgruppe (CH3SO2–) – auch Methansulfonylgruppe – wird der kovalent gebundene Rest der Methansulfonsäure   bezeichnet. Es handelt sich dabei um die Ester der Methansulfonsäure. Der Name leitet sich von ihrer systematischen Bezeichnung Methansulfonyl ab. Die Verbindungen werden gewöhnlich als Mesylate bezeichnet und sind abzugrenzen von den Salzen der Methansulfonsäure (Mesilate). In Strukturformeln wird die Mesylgruppe manchmal mit Ms oder Mes abgekürzt. Sie ist strukturell mit der Triflylgruppe verwandt.

## Herstellung
Mesylate können durch die Reaktion von Methansulfonylchlorid mit Alkoholen in Gegenwart von Basen hergestellt werden:

## Eigenschaften
Die Methansulfonsäure gehört zu den starken Säuren. Das Mesylation ist folglich eine schwache Base, welche  gut mesomeriestabilisiert ist:
Aus diesem Grund stellt die Mesyllatgruppe eine gute Abgangsgruppe dar, welche durch geeignete Nukleophile leicht unter Substitution abgespalten werden kann. Alkylmesylate sind gute Alkylierungsmittel. Auf Grund ihrer Fähigkeit zur Alkylierung von DNA gelten die Mesylverbindungen Methansulfonsäureallylester, Methansulfonsäureethylester und Methansulfonsäuremethylester als mögliche Cancerogene.

## Verwendung
In ihrer Eigenschaft als Abgangsgruppe findet die Mesylatgruppe Anwendung in der präparativen Organischen Chemie. Durch Überführung von Alkoholen in Mesylate wird die schlechte Abgangsgruppe OH− in eine gute Abgangsgruppe CH3SO3− überführt, wodurch nucleophile Substitutionsreaktionen an dieser Position ermöglicht werden:
Diese Anwendung ist nicht besonders atomökonomisch, da stets stöchiometrische Mengen von Abfallstoffen mit vergleichsweise hoher Molekularmasse gebildet werden. Deshalb wird die Synthesemethode vorwiegend im Labormaßstab und kaum in technischen Prozessen eingesetzt.